# Марк Гратидий (префект)
Марк Грати́дий (лат. Marcus Gratidius; умер в 102 году до н. э., Киликия, Римская республика) — римский политический деятель и оратор, префект при наместнике Киликии Марке Антонии Ораторе.

## Биография
Марк Гратидий принадлежал к муниципальной знати города Арпинум на юге Лация. Его сестра была женой Марка Туллия Цицерона (деда оратора). Известно, что Гратидий привлёк однажды к суду консуляра Гая Флавия Фимбрию (произошло это после 104 года до н. э.). Он был близким другом Марка Антония Оратора, вместе с ним отправился в Киликию в качестве префекта и там погиб в бою с пиратами в 102 году до н. э. Марк Гратидий был женат на сестре Гая Мария, и родившийся в этом браке сын перешёл в семью ещё одного своего дяди — Марка Мария, получив в результате имя Марк Марий Гратидиан. Предположительно внуком Марка Гратидия был легат с тем же именем.
Цицерон в трактате «Брут» называет своего двоюродного деда «прирождённым оратором, хорошо знавшим греческую словесность».